# Elizio
Elizio, parfois surnommé Mister ODC, est un chanteur de compaszouk et auteur compositeur interprète angolo-capverdien[réf. nécessaire], né le 1er décembre 1979 à Luanda (Angola).
Révélé grâce au titre 10 fois, 100 fois en duo avec Perle Lama en 2003, Elizio connaît le succès en solo, avec Melodia qui le propulse au sommet de la scène internationale. Elizio a à son actif plus de 70 titres, allant du dancefloor généraliste avec des sons comme Bad Man avec Angel ou Make love on tempo

## Biographie

### Arrivée en France
Fuyant les massacres de la guerre civile angolaise, Elizio arrive en France avec sa mère, à l'âge de 2 ans. C’est à Paris qu’il fait toute sa scolarité jusqu'à l'université dans le but de devenir professeur de sport. Mais la musique caribeenne le conduit finalement dans l’univers musical.
En 2001, il se produit sur des scènes internationales  à Paris et en province. Sa rencontre avec l'artiste Kaysha marque le début de son parcours professionnel en tant qu’auteur-compositeur-interprète.

### Début de carrière
En 2002, il participe aux albums de Kaysha et Soumia, puis Passi lui propose de participer à la compilation Dis l'heure qui devient double disque d’or avec le titre Laisse parler les gens.

### Premier album solo
En octobre 2003, Elizio sort son premier album solo Original Di Cabo Verde. Le titre 10 fois, 100 fois en featuring avec Perle Lama reste six mois numéro 1 dans le classement afro caribéen et est récompensé meilleur duo en 2004 par les Dynamitch d'or.
Les titres Melodia, Amor (en featuring Princess Lover) et Chupa (en featuring avec Kaysha) de ce même album ont aussi du succès, il se produit alors en tournée dans plus d’une quinzaine de pays de l’Europe à l’Afrique en passant par les États-Unis.

### Ascension
En juin 2005, parait son deuxième album Carpe Diem. Les titres Carpe Diem en duo avec Lynnsha, Tu n’oublieras jamais avec Priscillia et Ne me laisse pas, sont des succès.
En 2008, Elizio créé son propre label : Dolce Melody. En mars, le troisième album, Confirmaçao, est diffusé sur le marché en édition limitée CD/DVD. Il réunit plusieurs tubes dont Bonita, Make Love on tempo, Plus loin plus haut et le Kuduro Sabi di mas. Cet album est l’album le plus vendu en 2009 sur le marché afro lusophone. Il est également nommé pour les Kora Music Awards cette même année avec le titre Make love on tempo.
En 2014, les vidéos d’Elizio sur YouTube totalisent plus de 16 millions de vues sans l'aide d’aucune maison de disque nationale.

## Style musical
Né sur la scène Zouk , Elizio allie différents univers musicaux : urban, pop, afro-caribéen, électro.

## Discographie
- Octobre 2003 : Original Di Cabo Verde
- Juin 2005 : Carpe Diem
- Mars 2008 : Confirmaçao
- Décembre 2010 : I’m Back

## Records et récompenses
| Année | Titre              | Type  | Record ou récompense                                |
| ----- | ------------------ | ----- | --------------------------------------------------- |
| 2003  | 10 fois, 100 fois  | titre | resté six mois numéro 1 au classement afro caribéen |
| 2004  | 10 fois, 100 fois  | titre | élu meilleur duo aux Dynamitch d’Or                 |
| 2009  | Confirmaçao        | album | le plus vendu sur le marché lusophone               |
| 2009  | Make love on tempo | titre | nommé aux Koras Music Awards                        |

## Collaborations
- Kaysha
- Passi
- Lynnsha
- Ali Angel
- Perle Lama
- Princess Lover
- Kim
- Talina
- Manu Key
- Ludo
- Nichol's
- Mika Mendes
- Célia,
- Maryza
- Nelson Freitas
- Johnny Ramos
- Mark G
- Gil Semedo